# Antoni Portell
Antoni Portell   ( - 1638) és el primer organista de Santa Maria de Mataró del qual se’n conserva notícia; entre 1591 i 1593 sonava l'instrument obrat per M. Serdanya el 1536. L'orgue fou refet per Josep Bordons i Antoni Portell reprengué el seu càrrec a partir del 1596, mitjançant la signatura d'una concòrdia en què s'instituïa aquest ofici sota el patronat del Consell de la Vila. Tanmateix, el rector de Santa Maria —tal com succeïa amb el magisteri del cant—, conservava el seu dret a vetar el nomenament de la Universitat. La condició eclesiàstica que requerien ambdós oficis, amb el conseqüent dret a la residència i a la participació en les distribucions de la parroquial, feia que els seus obtentors, tot i ser nomenats pel Consell, depenguessin en darrer terme del rector a l'hora de ser admesos en el seu ofici. La documentació permet confirmar la presència de Portell en el magisteri de l'orgue fins al 1638.